# Норбертанки

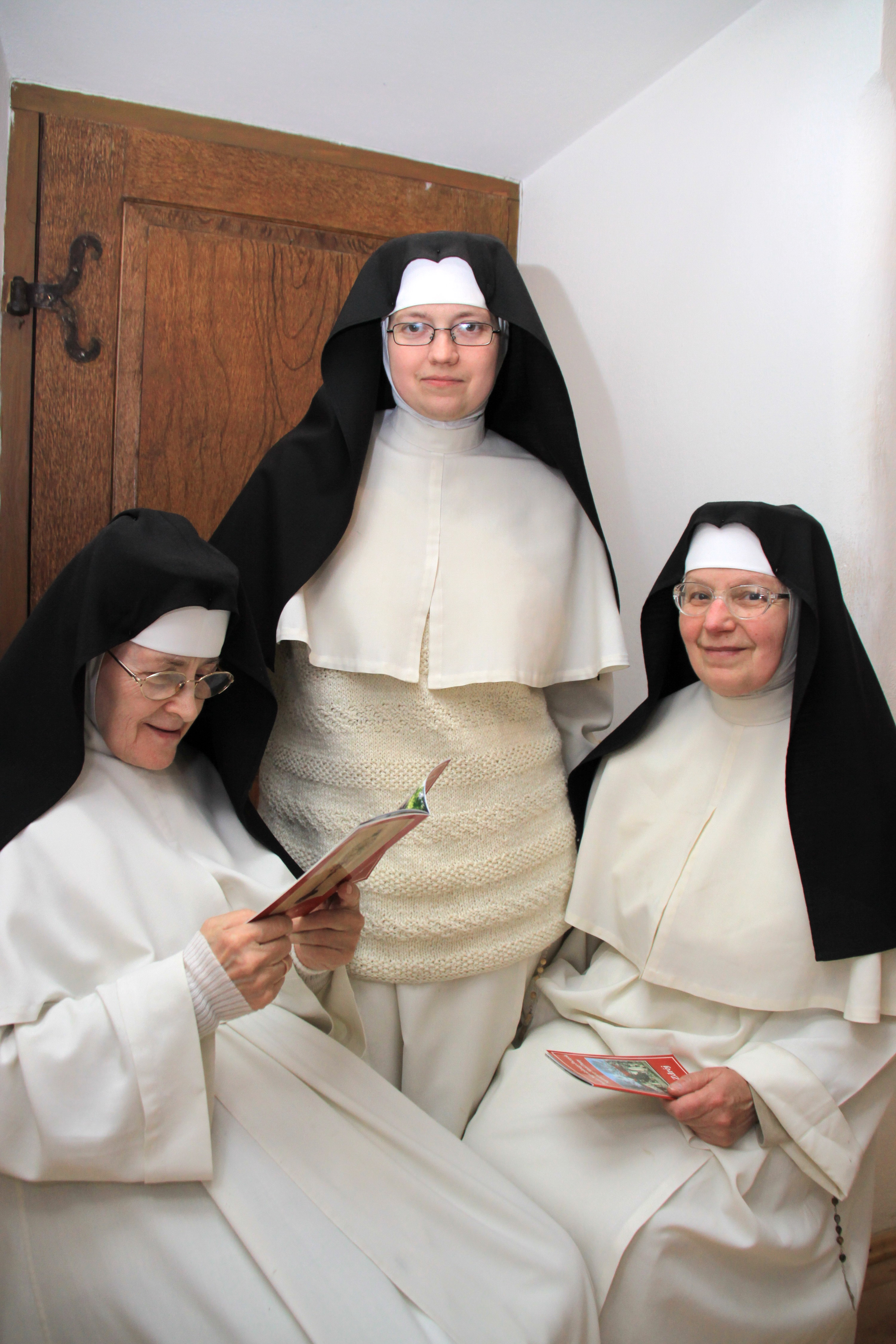
Сестри норбертанки з монастиря в Імбрамовіце

Норбертанки, фактично Конгрегація регулярних канонес Ордену премонстратів (пол. Zgromadzenie Sióstr Kanoniczek Regularnych Zakonu Premonstratensów), є католицьким контемплятивним жіночим орденом.
Він був заснований у 1120 році святим Норбертом фон Геннепом із Ксантену в Німеччині та перевезений до Польщі у 1162 році. Девіз ордену: «Одне серце і одна душа в Бозі». Пропагує культ Марії та культ Євхаристії .
Чернече вбрання сестер-норбертинок складається з білого габіту і чорної вуалі. Генеральний будинок ордену базується в Римі .
Нині в Польщі норбертинські конгрегації розташовані, серед інших: у Кракові, на Сальваторі, на вулиці Костюшко (при впадінні річки Рудави у Віслу ) та в Імбрамовіце біля Олькуша. У минулому норбертинські монастирі також були, серед іншого, у Жукові та Буську.